# Tomas Nordin
Lars Tomas Nordin (Härnösand, 9 de octubre de 1969) es un deportista sueco que compitió en curling.
Ganó cinco medallas en el Campeonato Mundial de Curling entre los años 1997 y 2004, y siete medallas en el Campeonato Europeo de Curling entre los años 1998 y 2005.
Participó en tres Juegos Olímpicos de Invierno, ocupando el sexto lugar Nagano 1998, en cuarto en Salt Lake City 2002 y el octavo en Turín 2006, en la prueba masculina.

## Palmarés internacional
| Campeonato Mundial | Campeonato Mundial                | Campeonato Mundial | Campeonato Mundial |
| Año                | Lugar                             | Medalla            | Prueba             |
| ------------------ | --------------------------------- | ------------------ | ------------------ |
| 1997               | Berna (Suiza)                     | Medalla de oro     | Equipo             |
| 1998               | Kamloops (Canadá)                 | Medalla de plata   | Equipo             |
| 2000               | Glasgow (Reino Unido)             | Medalla de plata   | Equipo             |
| 2001               | Lausana (Suiza)                   | Medalla de oro     | Equipo             |
| 2004               | Gävle (Suecia)                    | Medalla de oro     | Equipo             |
| Campeonato Europeo |                                   |                    |                    |
| Año                | Lugar                             | Medalla            | Prueba             |
| 1998               | Flims (Suiza)                     | Medalla de oro     | Equipo             |
| 2000               | Oberstdorf (Alemania)             | Medalla de bronce  | Equipo             |
| 2001               | Vierumäki (Finlandia)             | Medalla de oro     | Equipo             |
| 2002               | Grindelwald (Suiza)               | Medalla de plata   | Equipo             |
| 2003               | Courmayeur (Italia)               | Medalla de plata   | Equipo             |
| 2004               | Sofía (Bulgaria)                  | Medalla de plata   | Equipo             |
| 2005               | Garmisch-Partenkirchen (Alemania) | Medalla de plata   | Equipo             |